# جوناثان غرايمز
جوناثان غرايمز (بالإنجليزية: Jonathan Grimes)‏ هو لاعب كرة قدم أمريكية أمريكي، ولد في 21 ديسمبر 1989 في بالميرا في الولايات المتحدة.

## وصلات خارجية
- جوناثان غرايمز على موقع مرجع كرة القدم المحترفة.كوم (الإنجليزية)